# Eurytoma mazzinii
Eurytoma mazzinii är en stekelart som beskrevs av Girault 1913. Eurytoma mazzinii ingår i släktet Eurytoma och familjen kragglanssteklar. Inga underarter finns listade i Catalogue of Life.